# Duvaliomimus
Duvaliomimus is een geslacht van kevers uit de familie van de loopkevers (Carabidae). De wetenschappelijke naam van het geslacht is voor het eerst geldig gepubliceerd in 1928 door Jeannel.

## Soorten
Het geslacht Duvaliomimus omvat de volgende soorten:
- Duvaliomimus australis Townsend, 2010
- Duvaliomimus brittoni Jeannel, 1938
- Duvaliomimus chrystallae Townsend, 2010
- Duvaliomimus crypticus Townsend, 2010
- Duvaliomimus mayae Britton, 1958
- Duvaliomimus megawattus Townsend, 2010
- Duvaliomimus obscurus Townsend, 2010
- Duvaliomimus orientalis Giachino, 2005
- Duvaliomimus pseudostyx Townsend, 2010
- Duvaliomimus styx Britton, 1959
- Duvaliomimus taieriensis Townsend, 2010
- Duvaliomimus walkeri (Broun, 1903)
- Duvaliomimus watti Britton, 1958